# Genga
Genga è un comune italiano di 1 626 abitanti della provincia di Ancona nelle Marche.
A Genga ebbe origine l'omonima famiglia, a cui appartenne papa Leone XII.
Inoltre è anche un centro termale, riserva naturalistica e zona di interesse speleo-carsico con le grotte di Frasassi.

## Geografia fisica
Il comune di Genga è situato nella zona preappenninica delle Marche. Il territorio, uno dei più vasti della regione, si estende su una superficie di 74 km². Le linee di confine sono costituite dai comuni di Arcevia, Serra San Quirico, Fabriano e Sassoferrato. Il suolo è quasi tutto di tipo collinare, con la sola eccezione dei tratti pianeggianti che delimitano il fiume Sentino, che scorre parallelo alla strada comunale Frasassi e che attraversa il paese in tutto il suo spazio. Dista 63 km dal capoluogo di provincia Ancona.

## Storia

### Origini
Delle origini del castello di Genga non si sa molto perché sono molto antiche.
Si può ritenere che popolazioni provenienti dalla valle del Sentino si stabilirono nel territorio; poi sopraggiunsero gli Umbri che uniti ai Piceni occuparono tutto il Piceno Annonario.

### Galli e Romani
Nel 386 a.C. gran parte di questo territorio fu invaso dai Galli Senoni, che cacciati nel 283 a.C. dai Romani, stabilirono varie città-colonie, tra le quali più consistente quella di Senigallia. In epoca romana, il territorio di Genga dovrebbe aver fatto parte del municipio di Sentinum.

## Monumenti e luoghi d'interesse

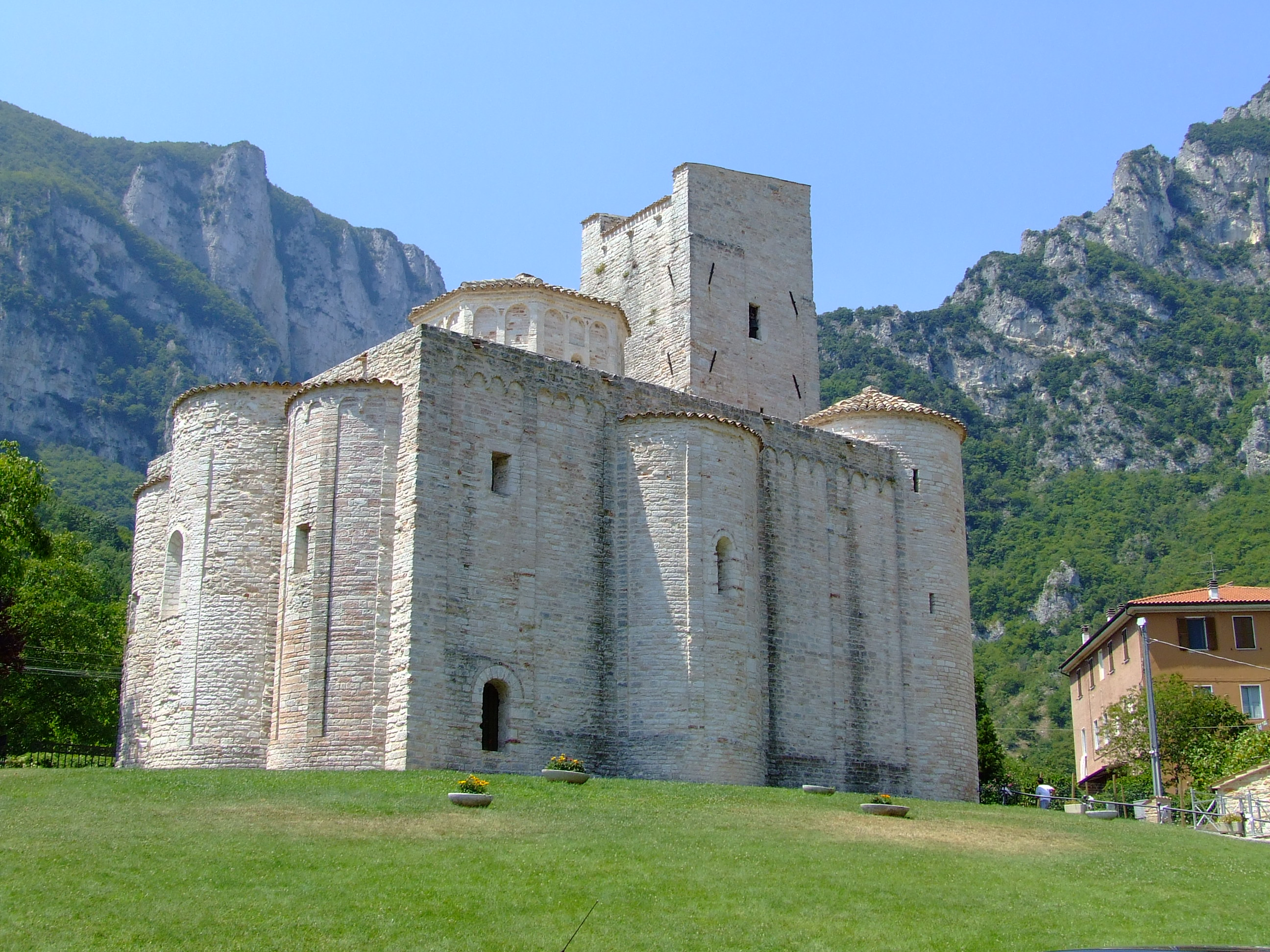
L'Abbazia di San Vittore alle Chiuse

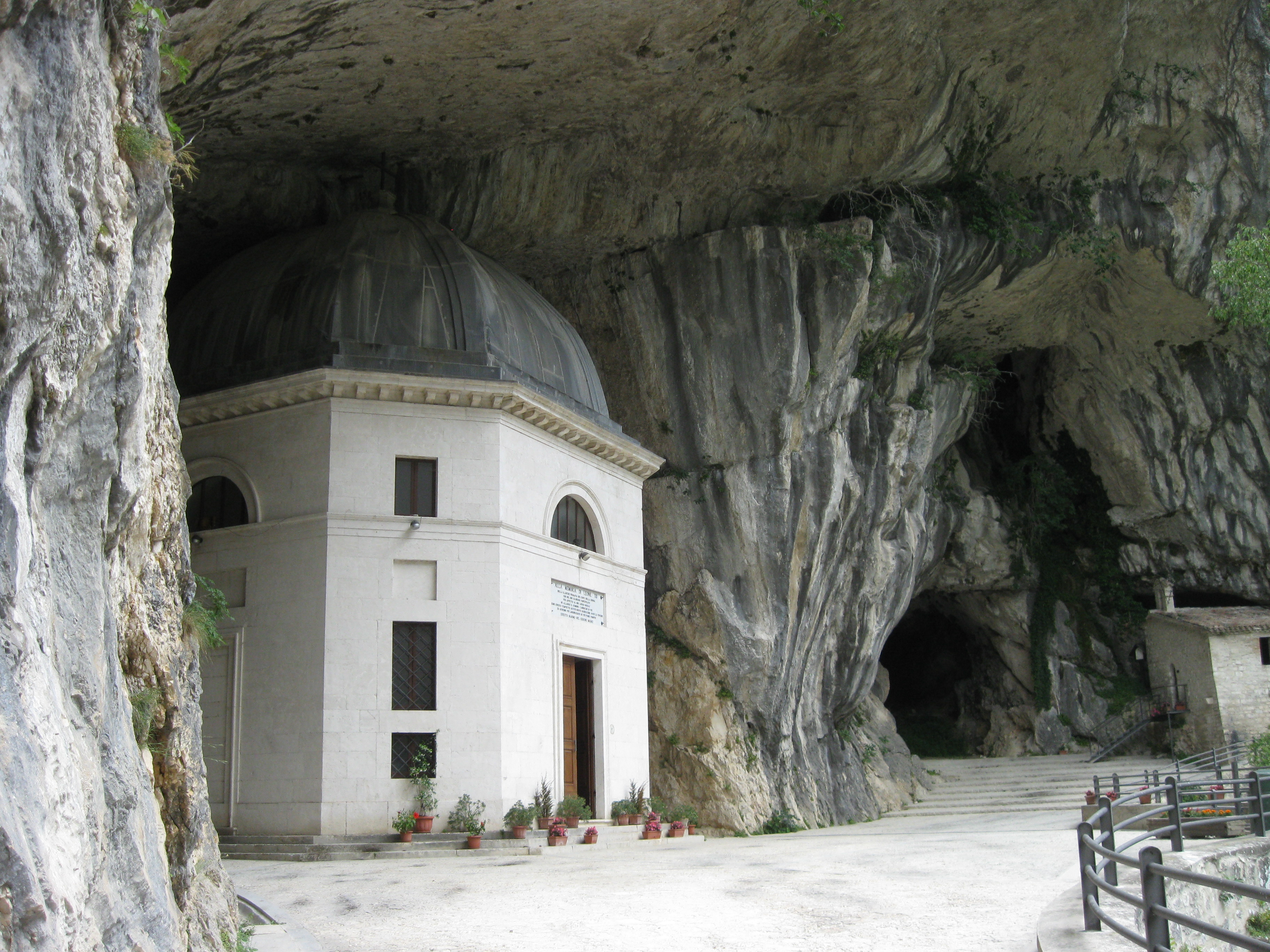
Tempio neoclassico, detto del Valadier

- Abbazia di San Vittore alle Chiuse, è il monumento più importante che sorge nel territorio comunale e uno dei migliori esempi di architettura romanica nelle Marche. Si trova nella frazione di San Vittore Terme, dove sono anche le grotte di Frasassi.
- Grotte di Frasassi. Sono delle grotte carsiche sotterranee che si trovano all'interno del Parco naturale regionale della Gola della Rossa e di Frasassi nella frazione di San Vittore Terme. È un complesso formato da una serie di grotte di cui la prima visitabile dall'attuale ingresso è l'Abisso Ancona: ha un'estensione di 180 × 120 m e un'altezza di 200 m; è talmente ampio (oltre due milioni di m³) che al suo interno potrebbe essere contenuto il duomo di Milano.
- Tempio del Valadier ed eremo di Santa Maria Infra Saxa. Sono due strutture religiose ricavate all'ingresso di una grotta nella stessa vallata delle grotte di Frasassi.
- Il Museo di Genga è stato istituito attorno al 1980 da Andrea Caporali e Enrico Principi e raccoglie opere d'arte, suppellettili e oggetti di culto di proprietà della parrocchia di San Clemente e di altre chiese del comprensorio di Genga. La raccolta, costituita da ventitré quadri su tavola o su tela, tre sculture e alcuni pezzi di paramenti liturgici, di mobili di sacrestia, di reliquiari, calici e libri liturgici antichi, era allestita nella chiesa di San Clemente prima del riallestimento nel Palazzo della Genga, la prima sede parrocchiale del castello medievale, sorta nell'XI secolo, restaurata e modificata nei secoli XVI e XVII.

I pezzi più rilevanti sono:
- - Trittico di Antonio da Fabriano (secolo XV);
  - San Girolamo e committente, tela su tavola, secolo XV, opera di Antonio da Fabriano;
  - Sant'Antonio Abate, statua in terracotta dipinta di Pietro Paolo Agabiti (secolo XV).

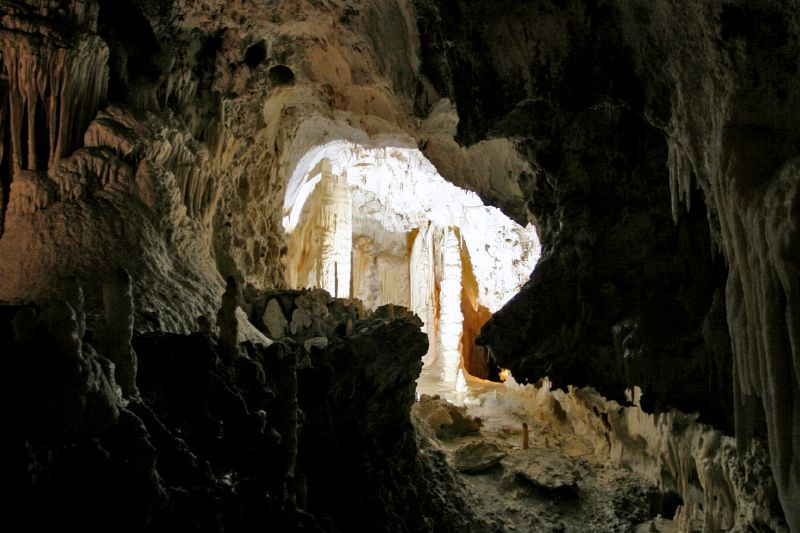
Le grotte di Frasassi

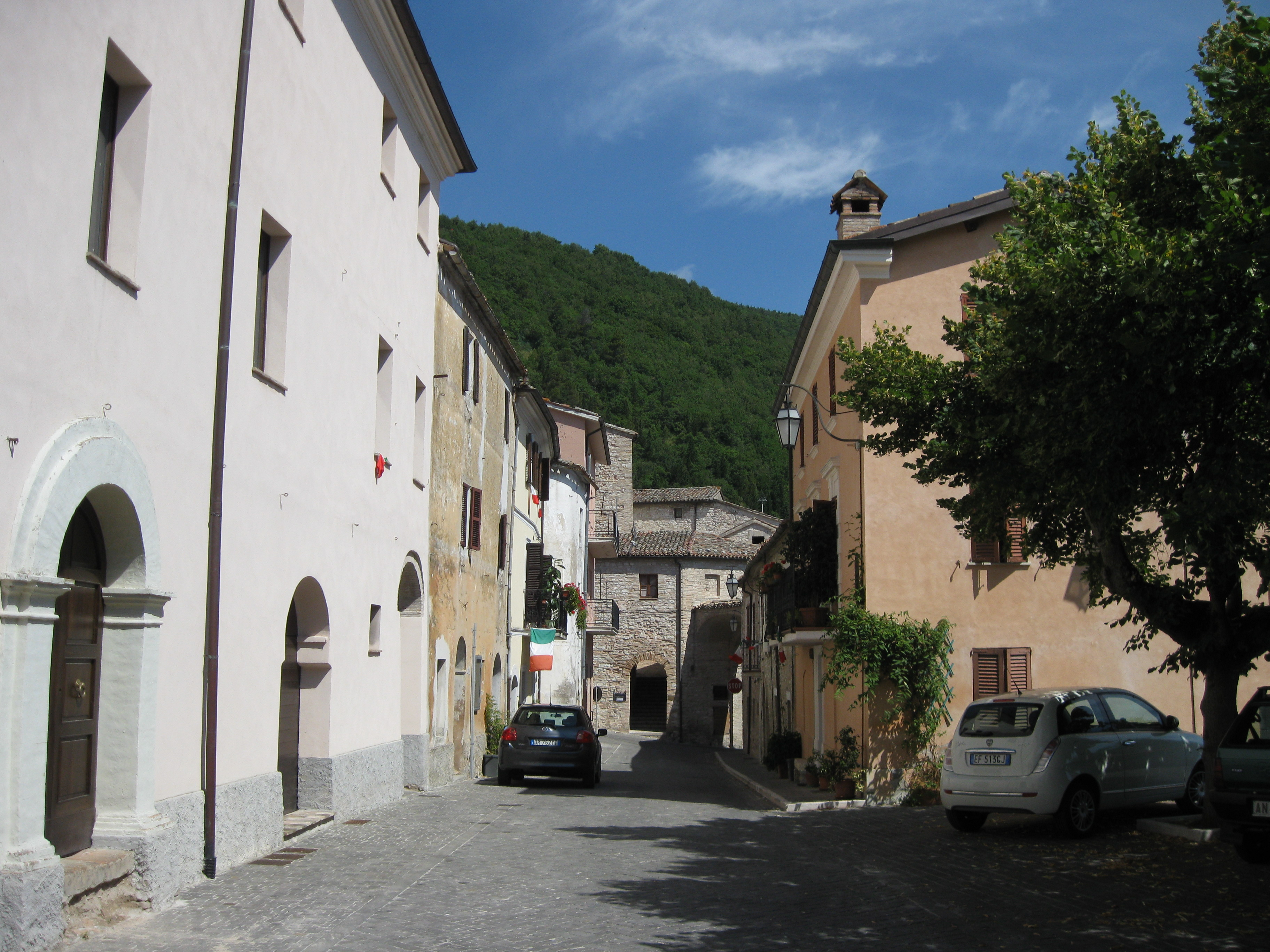
Via Roma

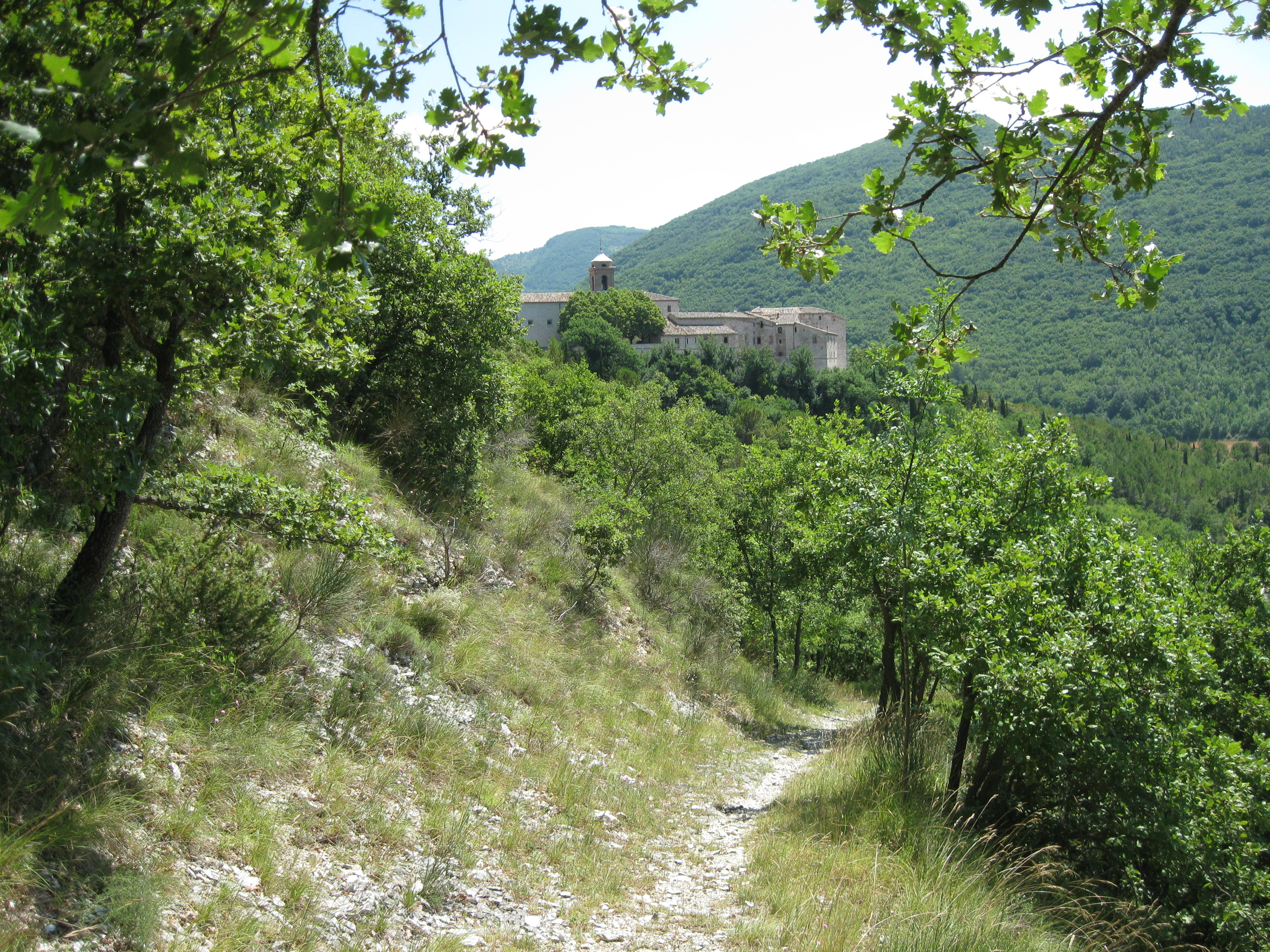
Sentiero del papa

## Società

### Evoluzione demografica
Abitanti censiti

## Infrastrutture e trasporti

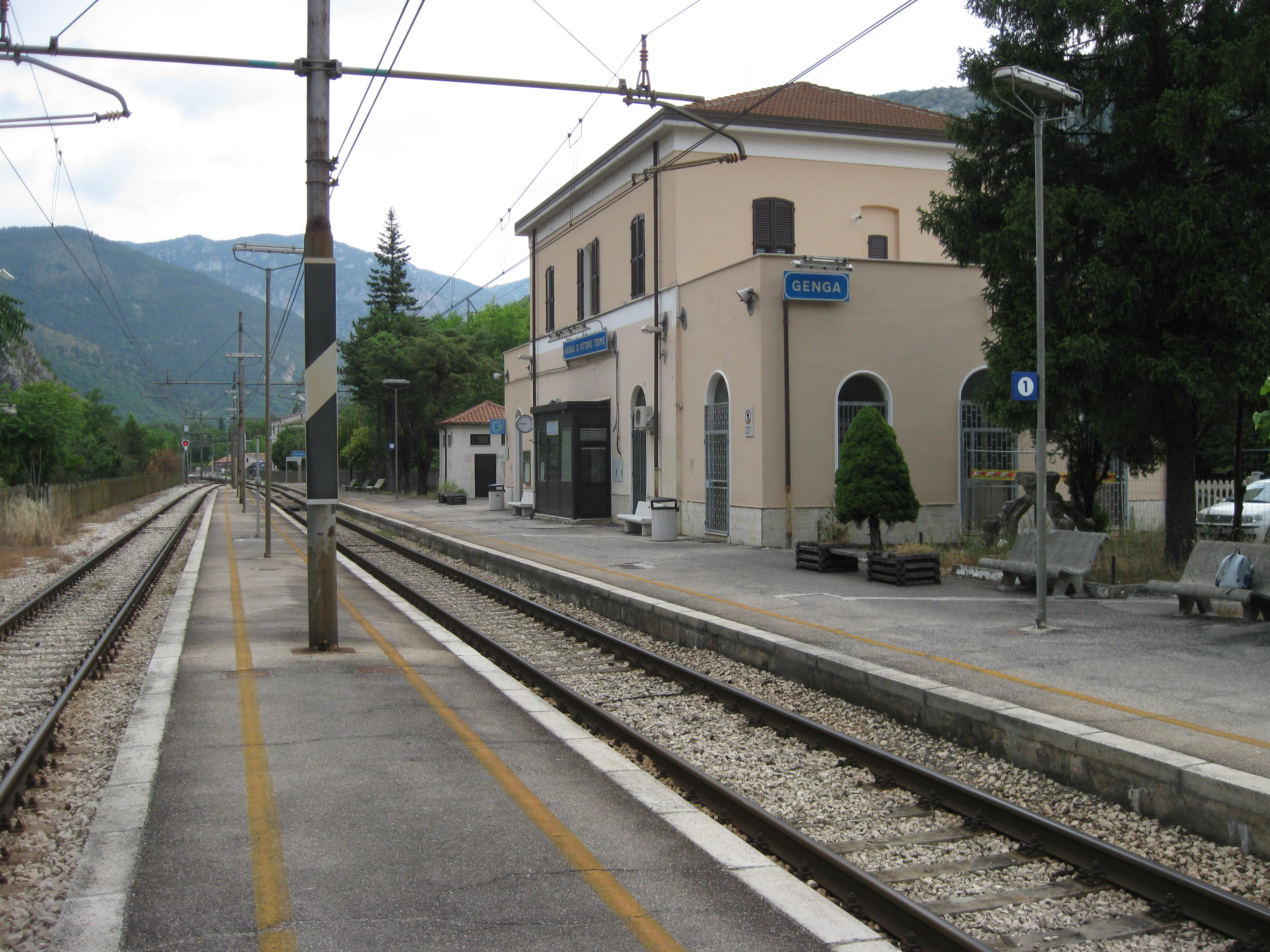
Stazione di Genga

La linea ferroviaria Ancona-Roma fa scalo nella stazione di Genga.
Il comune è collegato tramite la strada SS 360 Arceviese e la SS 76.
All'altezza di Marotta ci si collega con la SS 424 che, attraverso Pergola, si unisce alla strada comunale Frasassi.

## Amministrazione

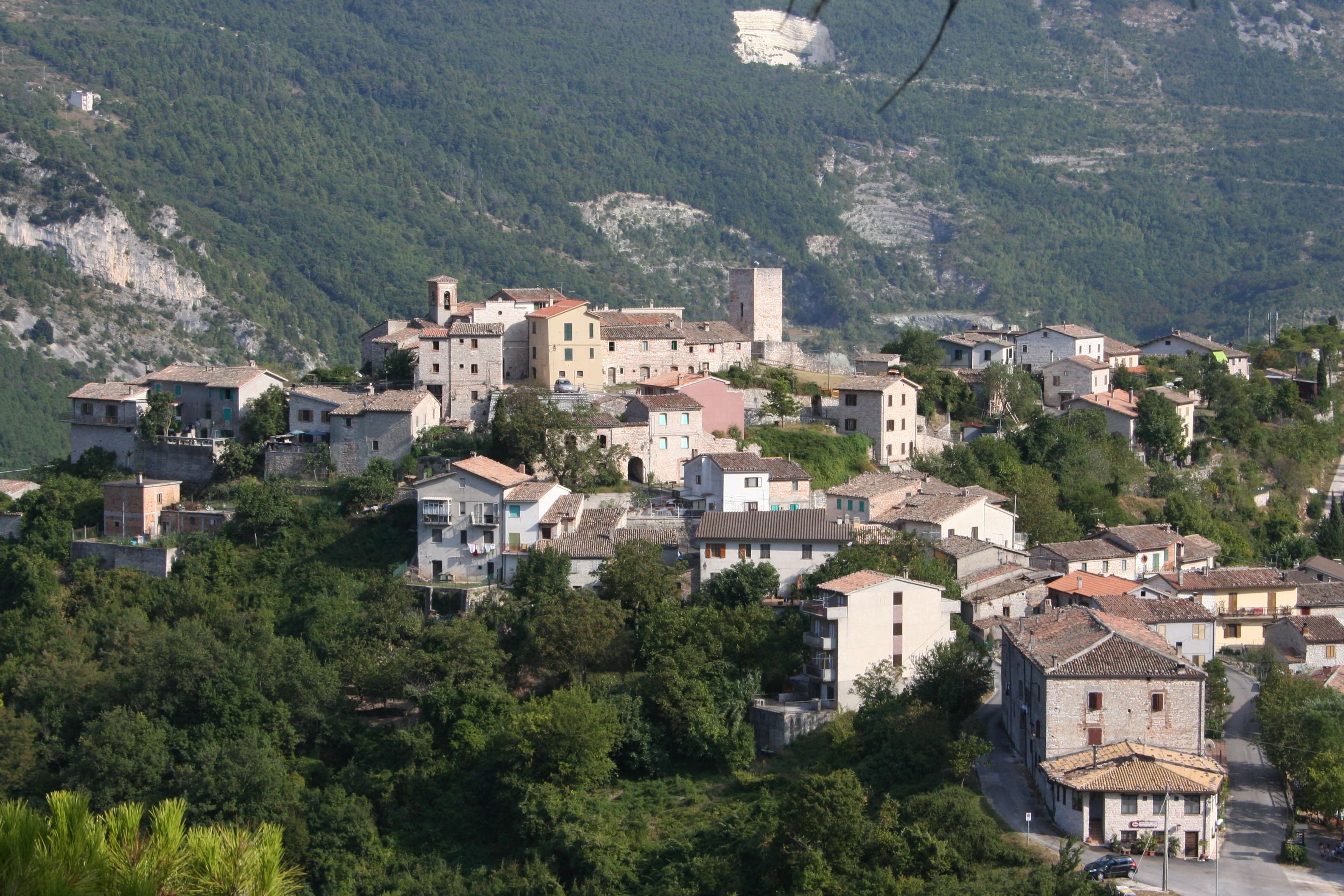
La frazione Pierosara

| Periodo         | Periodo        | Primo cittadino        | Partito                       | Carica  | Note  |
| --------------- | -------------- | ---------------------- | ----------------------------- | ------- | ----- |
| 13 ottobre 1986 | 26 maggio 1990 | Eddo Andreoli Scipioni | Indipendente                  | Sindaco | [ 5 ] |
| 26 maggio 1990  | 24 aprile 1995 | Eddo Andreoli Scipioni | Lista civica                  | Sindaco | [ 5 ] |
| 24 aprile 1995  | 14 giugno 1999 | Giuseppe Dominici      | Centro                        | Sindaco | [ 5 ] |
| 14 giugno 1999  | 14 giugno 2004 | Giuseppe Dominici      | Centro-sinistra               | Sindaco | [ 5 ] |
| 14 giugno 2004  | 8 giugno 2009  | Raniero Nepi           | Centro-sinistra               | Sindaco | [ 5 ] |
| 8 giugno 2009   | 26 maggio 2014 | Giuseppe Medardoni     | Lista civica                  | Sindaco | [ 5 ] |
| 26 maggio 2014  | 27 maggio 2019 | Giuseppe Medardoni     | Per Genga                     | Sindaco | [ 5 ] |
| 27 maggio 2019  | 10 giugno 2024 | Marco Filipponi        | Lista civica di Centro-destra | Sindaco | [ 5 ] |
| 10 giugno 2024  | in carica      | Marco Filipponi        | Nuova Genga (Centro-destra)   | Sindaco | [ 5 ] |

## Sport

### Calcio
La squadra propria del paese era il Genga Grotte che ha militato la sua ultima stagione in Terza Categoria ma ora non esiste più. È stato fondato il Sassoferrato Genga calcio che, pur avendo sede a Sassoferrato, rappresenta anche Genga e gioca in Prima categoria.

### Calcio a 5
Il paese ha una squadra di calcio A 5 che gioca in Serie D, la A.S.D. FRASASSI C5.